# 佩里 (紐約州)
佩里（英語：Perry）是一個位於美國紐約州懷俄明縣的鎮。

## 人口
根據2020年美國人口普查的數據，佩里的面積為94.92平方千米，當中陸地面積為94.29平方千米，而水域面積為0.63平方千米。當地共有人口5813人，而人口密度為每平方千米61人。